# Veli Mlun
Veli Mlun – wieś w Chorwacji, w żupanii istryjskiej, w mieście Buzet. W 2011 roku liczyła 63 mieszkańców.